# Saison 2010-2011 de la Celtic League
Navigation
Celtic League 2009-2010 Pro12 2011-2012
La saison 2010-2011 de la Celtic League, ou Magners League du nom de son sponsor du moment, voit s'affronter douze franchises écossaises, galloises, irlandaises et italiennes. Deux franchises italiennes, Trévise et Aironi, participent pour la première fois à la Celtic League. 
Le championnat débute le 3 septembre 2010 pour s'achever par une finale disputée le 28 mai 2011. La première phase est dite régulière avec des doubles confrontations en matchs aller-retour. À l'issue des vingt-deux journées de la phase régulière, les quatre premières équipes sont qualifiées pour la phase de playoff avec des demi-finales et une finale pour l'attribution du titre.
La compétition est remportée par le Munster qui bat le Leinster en finale sur le score de 19 à 9, empêchant ces-derniers de réaliser le doublé Coupe d'Europe-Celtic League.

## Liste des équipes en compétition
| Franchises irlandaises - Connacht - Leinster - Munster - Ulster | Franchises galloises - Cardiff Blues - Newport Gwent Dragons - Scarlets - Ospreys |
| Franchises écossaises - Édimbourg Rugby - Glasgow Warriors      | Franchises italiennes - Benetton Trévise - Aironi Rugby                           |

## Résumé des résultats

### Classement de la phase régulière
Les Ospreys débutent la compétition avec quatre points de pénalité pour avoir refusé de jouer le match en retard contre l'Ulster en janvier 2010. Le club prétexte un effectif incomplet en raison de blessures alors qu'en réalité, la direction du club avait donné une semaine de vacances aux joueurs. Mais les points de pénalité sont annulés à la suite d'une procédure d'appel faite par la franchise galloise auprès des instances dirigeantes de la Celtic League le 7 septembre 2010.
| Rang | Franchise             | J  | V  | N | D  | Bo | Bd | Pm  | Pe  | Diff | Pts |
| ---- | --------------------- | -- | -- | - | -- | -- | -- | --- | --- | ---- | --- |
| 1    | Munster               | 22 | 19 | 0 | 3  | 5  | 2  | 496 | 327 | +169 | 83  |
| 2    | Leinster              | 22 | 15 | 1 | 6  | 5  | 3  | 495 | 336 | +159 | 70  |
| 3    | Ulster                | 22 | 15 | 1 | 6  | 3  | 2  | 480 | 418 | +62  | 67  |
| 4    | Ospreys (T)           | 22 | 12 | 1 | 9  | 6  | 7  | 553 | 418 | +135 | 63  |
| 5    | Scarlets              | 22 | 12 | 1 | 9  | 5  | 7  | 503 | 453 | +50  | 62  |
| 6    | Cardiff Blues         | 22 | 13 | 1 | 8  | 3  | 3  | 479 | 392 | +87  | 60  |
| 7    | Newport Gwent Dragons | 22 | 10 | 1 | 11 | 3  | 4  | 444 | 462 | -18  | 49  |
| 8    | Édimbourg Rugby       | 22 | 9  | 0 | 13 | 2  | 5  | 421 | 460 | -39  | 43  |
| 9    | Connacht              | 22 | 7  | 1 | 14 | 3  | 6  | 394 | 459 | -65  | 39  |
| 10   | Benetton Trévise      | 22 | 9  | 0 | 13 | 0  | 2  | 374 | 502 | -128 | 38  |
| 11   | Glasgow Warriors      | 22 | 6  | 1 | 15 | 1  | 6  | 401 | 543 | -142 | 33  |
| 12   | Aironi Rugby          | 22 | 1  | 0 | 21 | 0  | 8  | 247 | 517 | -270 | 12  |

|  | Qualifiés pour la phase finale (no 1, no 2, no 3, no 4). |
|  | T : Tenant du titre 2010                                 |

Attribution des points : victoire : 4, match nul : 2, défaite : 0 ; plus les bonus (offensif : 4 essais marqués ; défensif : défaite par 7 points d'écart maximum).
Règles de classement : 1. Nombre de victoires ; 2.différence de points ; 3. nombre d'essais marqués ; 4. nombre de points marqués ; 5. différence d'essais ; 6. rencontre supplémentaire si la première place est concernée sinon nombre de cartons rouges, puis jaunes.

### Phase finale
Les quatre premiers de la phase régulière sont qualifiés pour les demi-finales. L'équipe classée première affronte à domicile celle classée quatrième alors que la seconde reçoit la troisième. La finale a lieu sur le terrain choisi par la meilleure équipe restant en course.
|  | Demi-finales                         | Demi-finales                         |             |    | Finale                               | Finale                               |
|  | Demi-finales                         | Demi-finales                         |             |    | Finale                               | Finale                               |
|  |                                      |                                      |             |    |                                      |                                      |
|  | 14 mai 2011 à Thomond Park, Limerick | 14 mai 2011 à Thomond Park, Limerick |             |    | 28 mai 2011 à Thomond Park, Limerick | 28 mai 2011 à Thomond Park, Limerick |
|  | 14 mai 2011 à Thomond Park, Limerick | 14 mai 2011 à Thomond Park, Limerick |             |    | 28 mai 2011 à Thomond Park, Limerick | 28 mai 2011 à Thomond Park, Limerick |
|  | [1] Munster                          | 18                                   |             |    | 28 mai 2011 à Thomond Park, Limerick | 28 mai 2011 à Thomond Park, Limerick |
|  | [1] Munster                          | 18                                   |             |    | 28 mai 2011 à Thomond Park, Limerick | 28 mai 2011 à Thomond Park, Limerick |
|  | [4] Ospreys                          | 11                                   |             |    | 28 mai 2011 à Thomond Park, Limerick | 28 mai 2011 à Thomond Park, Limerick |
|  | [4] Ospreys                          | 11                                   | [1] Munster | 19 |                                      |                                      |
|  | 13 mai 2011 à la RDS Arena, Dublin   |                                      | [1] Munster | 19 |                                      |                                      |
|  |                                      | [2] Leinster                         | 9           |    |                                      |                                      |
|  | [2] Leinster                         | [2] Leinster                         | 9           | 18 |                                      |                                      |
|  | [2] Leinster                         |                                      |             | 18 |                                      |                                      |
|  | [3] Ulster                           | 3                                    |             |    |                                      |                                      |
|  | [3] Ulster                           | 3                                    |             |    |                                      |                                      |

## Résultats détaillés

### Phase régulière

#### Tableau synthétique des résultats
L'équipe qui reçoit est indiquée dans la colonne de gauche.
| Clubs                 | AIR   | CAR   | CON   | DRA   | EDI   | GLA   | SCA   | LEI   | MUN   | OSP   | TRE   | ULS   |
| --------------------- | ----- | ----- | ----- | ----- | ----- | ----- | ----- | ----- | ----- | ----- | ----- | ----- |
| Aironi Rugby          |       | 3-20  | 25-13 | 3-18  | 9-10  | 16-17 | 17-34 | 8-20  | 10-20 | 10-12 | 15-16 | 15-22 |
| Cardiff Blues         | 24-13 |       | 22-6  | 43-21 | 34-23 | 38-6  | 10-16 | 11-3  | 15-16 | 27-25 | 29-9  | 15-37 |
| Connacht              | 11-6  | 12-26 |       | 40-17 | 27-23 | 37-8  | 17-13 | 6-18  | 12-16 | 15-16 | 31-25 | 15-15 |
| Newport Gwent Dragons | 36-5  | 28-15 | 17-16 |       | 30-22 | 23-11 | 14-27 | 16-26 | 20-6  | 32-28 | 33-10 | 13-20 |
| Édimbourg Rugby       | 32-15 | 11-16 | 24-19 | 27-15 |       | 28-17 | 16-21 | 32-24 | 13-16 | 23-16 | 21-9  | 21-16 |
| Glasgow Warriors      | 33-8  | 15-26 | 17-19 | 16-16 | 30-18 |       | 29-37 | 22-19 | 29-43 | 31-23 | 25-17 | 19-22 |
| Scarlets              | 49-10 | 38-23 | 35-33 | 21-15 | 11-3  | 18-14 |       | 17-17 | 6-13  | 18-21 | 22-16 | 16-18 |
| Leinster              | 21-16 | 34-23 | 30-8  | 27-6  | 19-18 | 38-3  | 26-15 |       | 13-9  | 15-10 | 30-5  | 34-26 |
| Munster               | 33-17 | 16-9  | 22-6  | 38-17 | 23-13 | 22-20 | 27-26 | 24-23 |       | 22-10 | 39-13 | 35-10 |
| Ospreys               | 38-6  | 21-21 | 33-18 | 16-21 | 33-16 | 37-6  | 60-17 | 19-15 | 20-22 |       | 32-16 | 23-22 |
| Benetton Trévise      | 15-10 | 7-19  | 24-17 | 20-13 | 31-6  | 19-16 | 34-28 | 29-13 | 19-18 | 18-34 |       | 9-19  |
| Ulster                | 23-10 | 32-13 | 27-16 | 25-23 | 29-21 | 19-17 | 20-18 | 13-30 | 6-16  | 27-26 | 32-13 |       |

|  | Victoire à domicile |  | Match nul |  | Défaite à domicile |

#### Détail des résultats
Les points marqués par chaque équipe sont inscrits dans les colonnes centrales (3-4) alors que les essais marqués sont donnés dans les colonnes latérales (1-6). Les points de bonus sont symbolisés par une bordure bleue pour les bonus offensifs (quatre essais ou plus marqués), orange pour les bonus défensifs (défaite avec au plus sept points d'écart), rouge si les deux bonus sont cumulés.

### Phase finale

#### Demi-finales
| 13 mai 2011 19h05 WET | Leinster | 18 - 3 (11 - 0) | Ulster                      | RDS Arena, Dublin 14 476 spectateurs Arbitre : George Clancy |
| 13 mai 2011 19h05 WET | Essai(s) : McFadden (24e), Fitzgerald (71e) Transformation(s) : McFadden (72e) Pénalité(s) : Sexton (4e, 40e) |                 | Pénalité(s) : Pienaar (61e) | RDS Arena, Dublin 14 476 spectateurs Arbitre : George Clancy |
| 13 mai 2011 19h05 WET | |                 |                             | RDS Arena, Dublin 14 476 spectateurs Arbitre : George Clancy |

| 14 mai 2011 18h30 WET | Munster                                                                                           | 18 - 11 (8 - 3) | Ospreys                                                    | Thomond Park, Limerick 13 147 spectateurs Arbitre : Nigel Owens |
| 14 mai 2011 18h30 WET | Essai(s) : Barnes 2 (31e, 56e) Transformation(s) : O'Gara (57e) Pénalité(s) : O'Gara 2 (13e, 48e) |                 | Essai(s) : Fussell (77e) Pénalité(s) : Biggar 2 (37e, 55e) | Thomond Park, Limerick 13 147 spectateurs Arbitre : Nigel Owens |
| 14 mai 2011 18h30 WET |                                                                                                   |                 |                                                            | Thomond Park, Limerick 13 147 spectateurs Arbitre : Nigel Owens |

#### Finale
| 28 mai 2011 17h05 WET | Munster                                                                                          | 19 - 9 (7 - 3) | Leinster                               | Thomond Park, Limerick 26 100 spectateurs Arbitre : Nigel Owens |
| 28 mai 2011 17h05 WET | Essai(s) : Howlett (12e), Earls (66e), de pénalité (79e) Transformation(s) : O'Gara 2 (12e, 79e) |                | Pénalité(s) : Sexton 3 (29e, 46e, 60e) | Thomond Park, Limerick 26 100 spectateurs Arbitre : Nigel Owens |
| 28 mai 2011 17h05 WET |                                                                                                  |                |                                        | Thomond Park, Limerick 26 100 spectateurs Arbitre : Nigel Owens |

## Statistiques
Mise à jour à l'issue de la saison régulière.

### Meilleurs réalisateurs
| Rang | Joueur          | Club                  | Poste            | Points | Essais | Transf. | Pén. | Drops |
| ---- | --------------- | --------------------- | ---------------- | ------ | ------ | ------- | ---- | ----- |
| 1    | Dan Biggar      | Ospreys               | Demi d'ouverture | 242    | 4      | 27      | 52   | 4     |
| 2    | Ian Keatley     | Connacht              | Demi d'ouverture | 224    | 2      | 20      | 57   | 1     |
| 3    | Ronan O'Gara    | Munster               | Demi d'ouverture | 171    | 0      | 18      | 44   | 1     |
| 4    | Dan Parks       | Cardiff Blues         | Demi d'ouverture | 158    | 0      | 16      | 33   | 9     |
| -    | Rhys Priestland | Scarlets              | Demi d'ouverture | 158    | 3      | 13      | 37   | 2     |
| 6    | Jason Tovey     | Newport Gwent Dragons | Demi d'ouverture | 142    | 2      | 18      | 30   | 2     |
| 7    | Isa Nacewa      | Leinster              | Centre           | 140    | 4      | 18      | 28   | 0     |
| 8    | Chris Paterson  | Édimbourg Rugby       | Arrière          | 133    | 5      | 15      | 26   | 0     |
| 9    | Tobie Botes     | Benetton Trévise      | Demi d'ouverture | 127    | 4      | 10      | 29   | 0     |
| 10   | Duncan Weir     | Glasgow Warriors      | Demi d'ouverture | 121    | 2      | 12      | 28   | 1     |

### Meilleurs marqueurs
| Rang | Joueur            | Club                  | Poste   | Essais |
| ---- | ----------------- | --------------------- | ------- | ------ |
| 1    | Tim Visser        | Édimbourg Rugby       | Ailier  | 14     |
| 2    | Aled Brew         | Newport Gwent Dragons | Ailier  | 12     |
| 3    | Jonathan Davies   | Scarlets              | Centre  | 9      |
| -    | DTH van der Merwe | Glasgow Warriors      | Arrière | 9      |
| 5    | Shane Horgan      | Leinster              | Arrière | 8      |
| -    | Craig Gilroy      | Ulster                | Ailier  | 8      |
| -    | Nikki Walker      | Ospreys               | Ailier  | 8      |
| 8    | Richard Fussell   | Ospreys               | Ailier  | 7      |
| -    | Fionn Carr        | Connacht              | Arrière | 7      |
| -    | Doug Howlett      | Munster               | Ailier  | 7      |